# Berthold Proly
Pierre-Jean Berthold de Proli, né le 18 décembre 1750 à Bruxelles et guillotiné à Paris le 4 germinal an II, est un homme politique belge venu en France sous Louis XVI et qui participa activement aux événements de la Révolution française.

## Famille
Né à Bruxelles et baptisé le lendemain sous le nom de Proli (avec un « i ») en l’église de la paroisse du Finistère, il était le fils du comte Balthazar Proli, conseiller et receveur-général des domaines et finances de l’Impératrice Marie-Thérèse aux Pays-Bas, directeur à Anvers d’une importante maison de banque. La chronique scandaleuse disait l’enfant fils naturel du prince de Kaunitz, le « cocher du carrosse européen » qui, alors qu’il était gouverneur des Pays-Bas, aurait eu des « bontés » pour la comtesse Proli née Marie-Anne Cloots.

## Commerce maritime et spéculation boursière
Le jeune homme fit de bonnes études à Paris puis il se rendit à Nantes où il étudia le haut commerce. Puis il voyagea. Il séjourna deux ans aux Indes où il fonda la Compagnie de commerce de la mer rouge dont les navires arboraient le pavillon sarde, avec Nice pour port d’attache. il affréta des navires pour le compte de Jean-Joseph de Laborde avec la famille duquel il resta en relation d’affaires et de société. Ayant fait fortune, il revint à Paris où il s’installa définitivement en septembre 1782. Il avait le titre d’auditeur à la Chambre des comptes de Bruxelles mais il continua de s’occuper d’affaires commerciales et industrielles « pour le trafic de la Mer Rouge et des Indes ». Il participa aux grandes spéculations des années prérévolutionnaires, notamment avec l’abbé d’Espagnac, le baron de Batz et les initiés de l’entourage du Contrôleur des finances Calonne. Ils furent tous partie prenante dans la grosse spéculation sur les actions de la Nouvelle Compagnie des Indes qu’ils rachetèrent en masse à la faveur d’un mouvement baissier qui fut suivi d’une hausse rapide. Joueur le comte Proly se ruina en peu d’années, et en 1789, il vivait des débris de sa grande fortune, d’assez beaux restes toutefois.

## Un révolutionnaire esthète et raffiné
Il était un esthète, raffiné et cultivé, passionné par la peinture classique dont il fit le commerce avec son ami Laborde de Méréville. Introduit dans la société du duc d’Orléans, il se lia particulièrement avec le comte Goury de Champgrand, ami personnel de d’Orléans, qui occupait avec sa fille deux vastes appartement situés au-dessus des arcades du Palais Royal. Il vint habiter chez eux. Le Palais-Royal fut, en vérité, son quartier général. Il fréquentait non seulement le salon de jeu de Champgrand mais également le « club des Étrangers » de la rue du Mail que dirigeaient ses amis Hyppolite Sanguin de Livry et Boniface de Castellane. En 1792, on le voyait toujours errer d’une maison à l’autre, que ce soit chez Pelletier-Descarrières où venaient, en 1792 et 1793, les Exagérés de la Commune et les membres de la Bande noire, ou au contraire chez Mme de Sainte-Amaranthe où se pressait une clientèle que l’exécution de Louis XVI devait disperser.
Depuis le début de la Révolution, Proly rédigeait avec son ami Jacques Marie Joseph Régnier, ancien commissaire à la cour des aides, un journal intitulé le Cosmopolite qui lui assura une réputation de patriotisme. Y était associé l’ami d’enfance de Proly, le citoyen Nicolas-Joseph Joachin de Busscher de l’Epinoy, un « galopin diplomatique » qui passa en jugement en 1794 pour espionnage au profit de l’Autriche. Quand il n’était pas chez Champgrand, Proly logeait rue Vivienne chez Richer de Sérisy, autre ami journaliste, un muscadin, puis il vécut rue des Filles-Saint-Thomas, n° 20, chez François Desfieux. Quand les choses allèrent très mal en nivôse et pluviôse an II, Proly dut provisoirement son salut à Hérault de Séchelles dans une maison de qui il logea, rue du Bouloi. Les uns et les autres se voyaient chez une ancienne danseuse, Mme de Cheminot, née Edme Coupée Dumanoir ex-Mlle Coupée, qui eut un salon intéressant rue Neuve des Mathurins, dont on disait qu’il n’était « meublé que d’hommes ». Lorsque cette dame qui avait émigré à Genève, et était revenue – prétendument pour accomplir une mission secrète en Suisse à elle confiée par Proly –, elle se retrouva inscrite sur la liste des émigrés. On sut que son passeport avait été obtenu grâce à ses amis Cloots et Proly, avec l’aide de Claude Basire du Comité de sûreté générale et de Lhuillier du Département, qui cherchaient maintenant tous à la radier des listes d’émigration. Or tout était irrégulier et le citoyen Dufourny dénonça des pressions, révélant par la même occasion que des passe-droits étaient soutirés contre argent à l’administration.

## Les Exagérés en mission à l’étranger
À la demande de Beurnonville, ministre de la guerre, Proly se fit donner par le ministre Lebrun-Tondu la mission secrète de se rendre aux Pays-Bas pour « surveiller » la conduite de Dumouriez, sur la fidélité duquel les Jacobins commençaient à concevoir des soupçons. Son rôle en fait est assez mal défini et on en connaît que ce que Proly lui-même en a dit après la défection de Dumouriez À son retour, Proly et ses deux collègues remirent le procès-verbal de ses opérations au ministre Lebrun-Tondu, qui les avait envoyés. Lu le 1er avril 1793 à la tribune de la Convention nationale, ce procès-verbal fut bientôt communiqué à la société des Jacobins. Le général transfuge fut dénoncé, à leur tribune, comme traître à la patrie.

## La montée en puissance des Exagérés
Avec Desfieux, Proly s’impliqua dans le mouvement Exagéré. Il disposait de fonds très importants confiés à lui par des banquiers français et étrangers, et ne tarda pas à être élu membre du comité central qui prépara – sur plusieurs semaines – les émeutes des 31 mai et 2 juin 1793. Il fut de ceux qui tirèrent gloire d’être à l’origine de l’arrestation de vingt-neuf députés girondins et de deux ministres.
Le 4 septembre 1793, sur la proposition de Georges-Jacques Danton, la Convention décrétait que les assemblées des sections parisiennes qui se tenaient tous les jours, ne pourraient plus que se tenir deux fois la semaine, le jeudi et le dimanche, afin de diminuer une agitation endémique qui laissait présager un mouvement populaire contre la Convention.
Proly et Desfieux avaient trouvé le moyen de tourner ce décret en constituant dans les sections des clubs locaux, véritables sociétés populaires qui tenaient séance dans la salle réservée aux assemblées des sections, les jours où ces assemblées étaient interdites. Bientôt, pour accentuer le noyautage, ils fédérèrent les clubs des sections dans un Comité central dont ils eurent la direction. Ce comité devenait une force qui s’opposait sourdement aux autorités constituées de Paris, et surtout l’administration du Département. Dufourny qui entendait contrôler le Département de Paris qu’il présidait, fit arrêter Proly au début d’octobre 1793. Mais celui-ci, se plaignit et fut relâché sur intervention de Hérault de Séchelles qui sapait discrètement l’autorité de Robespierre et protégeait régulièrement, sous le masque d’un patriotisme exigeant, les initiatives des Exagérés, mouvement auquel il appartenait lui-même. À nouveau décrété d’arrestation le 27 brumaire, Proly dut se cacher. De la maison de Mme de Gougenot, épouse d’un directeur de la Compagnie des Indes et ancienne femme de chambre de Marie-Antoinette, à Ménilmontant où il avait trouvé abri, il se rendit dans celle d’Hérault de Séchelles dont la situation personnelles n’était pas bonne.
Pendant qu’il se cachait, on arrêta son domestique et secrétaire François Bompard, ce qui permit de mettre la main sur pratiquement tous les papiers de Proly.
Resté fidèle au mouvement exagéré dont Hébert était la figure la plus « visible » mais non la plus influente, Proly entra ouvertement dans la ligne de mire de Robespierre qui, à l’occasion de la révélation de l’affaire du décret liquidant la Compagnie des Indes, prit la mesure d’une « conspiration » dont il ne distinguait pas très bien les contours et identifiait encore moins les vrais instigateurs. L’implication de plusieurs Montagnards en vue, tous membres du premier Comité de sûreté générale - François Chabot, Joseph Delaunay, Claude Basire et Charles-Nicolas Osselin notamment - et la campagne de diffamation lancée contre eux par Jacques-René Hébert, lui donnèrent la mesure de la gravité de la situation. Il y allait de l’honneur de la convention tout entière. Il s’en prit d’abord à ceux dont on parlait le plus, parmi lesquels Proly contre qui on pouvait articuler assez facilement une accusation d’espionnage à la solde de Léopold pour le compte de l’Autriche.

## Procès
Dans une accusation figurant dans les papiers manuscrits trouvés chez Robespierre, on remarque une pièce qui était en effet susceptible d’inquiéter l’Incorruptible : « Comment se fait-il que Proly, étranger et fils de la maîtresse du prince de Kaunitz, par conséquent très fort dans le cas d’être soupçonné le bâtard et le pensionnaire de ce prince autrichien, se soit donné, à Paris, comme un patriote à trente-six karats [sic], et qu’il n’ait pu jusqu’ici passer, malgré son adresse, que pour un intrigant ? Comment se fait-il que Proly, qui n’est rien, qui ne doit se mêler de rien, soit fourré dans toutes les affaires ? Comment se fait-il que Proly et Desfieux, et leur cabale, sachent tous les secrets du gouvernement quinze jours avant la convention nationale ; qu’ils connaissent les promotions futures, et qu’à point nommé ils aient des nouvelles fraîches et ostensibles sur toutes les affaires, et des nouvelles secrètes, qu’on devine à leur allure, et d’après lesquelles ils se conduisent ? Comment se fait-il que Desfieux et Proly, étant de grands patriotes, soient les inséparables des banquiers étrangers les plus dangereux, tels que Walquiers, de Bruxelles, agent de l’empereur tels que Simon, de Bruxelles, agent de l’empereur ; tels que Grenus, de Genève, grand inséparable de Proly… ; tels que Greffus et Mons, autres agens de l’empereur. ». Il le signala comme un intrigant dangereux en rapport avec la cour de Vienne, le fit arrêter deux fois, et relâcher.
Malgré les efforts de Barère pour lui éviter le pire sans trop se compromettre lui-même, l’ex-comte Berthold Proly fut impliqué dans la conspiration des Exagérés avec Hébert, Vincent, Momoro, Ronsin et Clootz. Arrêté au Vautherland (Wauxhall de la rue de Bondy ?) alors qu’il errait dans Paris, il fut aussitôt incarcéré. Traduit devant le Tribunal révolutionnaire, il réclama des témoins à décharge (Jean Bon Saint-André, Bentabole, Jay de Sainte-Foix et de Girardin). Trop de preuves l’accablaient. Fouquier-Tinville qui agissait sur ordre des comités réunis, n’écouta que les témoins à charge (Sambat et Mme Violette, Moenne et surtout Dufourny), et il fut condamné à mort et exécuté au terme d’un procès qui prouvait sa culpabilité.